# Adam Huss
Adam Thomas Huss (ur. 1 marca 1977 w Nowym Jorku) – amerykański aktor filmowy i telewizyjny pochodzenia włoskiego.

## Życiorys
Urodził się na Long Island w stanie Nowy Jork. Studiował aktorstwo na Binghamton University w Nowym Jorku. By rozpocząć karierę filmową, przeprowadził się do Los Angeles.
W komedii romantycznej Wszyscy myślą tylko o jednym? (Is It Just Me?) grał Camerona, geja i atrakcyjnego tancerza go-go. W latach 2014−2016 wcielał się w postać Josha Kantosa w serialu kryminalnym telewizji Starz, Power.
W 2016 za występ w dramacie Find Me został nominowany do nagrody za najlepszą rolę pierwszoplanową podczas Glendale International Film Festival.

## Życie prywatne
Dokonał publicznego, homoseksualnego coming outu. Jego partnerem jest aktor Adam Bucci.

## Wybrana filmografia

### Filmy
- 2003: Demon Slayer jako Philip
- 2005: Wannabe jako Paul Stannard
- 2005: Lethal Eviction jako Bryan
- 2006: Mascarado Massacre jako Alphonse
- 2010: Wszyscy myślą tylko o jednym? (Is It Just Me?) jako Cameron
- 2012: Find Me jako Neil
- 2013: The Cemetery jako Tim

### Seriale TV
- 2002: Moda na sukces (Bold and the beautiful) jako Lance
- 2002: Dni naszego życia (Days of Our Lives) jako właściciel
- 2003: Detektyw Monk (Monk) jako chłopak na przyjęciu
- 2003: Everwood jako kelner
- 2005: Las Vegas jako Rick
- 2006: CSI: Kryminalne zagadki Nowego Jorku jako Kyle Vance
- 2006: Passions jako oszust podszywający się pod Miguela
- 2006: Drake i Josh jako Spencer
- 2007: Agenci NCIS jako porucznik Michael Arnett
- 2014: Power jako Josh Kantos
- 2015: The Bar jako Trey

## Nagrody i nominacje
| Rok  | Nagroda                                      | Kategoria        | Film                | Inni wykonawcy | Rezultat  |
| ---- | -------------------------------------------- | ---------------- | ------------------- | --- | --------- |
| 2013 | Nagroda jurorów Chicago Horror Film Festival | Najlepszy występ | The Cemetery (2012) | Adam Ahlbrandt, J.D. Brown, Natalie Jean, Tim Cronin, Tabetha Ray, Halfbreed Billy Gram, Roberto Lombardi, Ruby Larocca, Victor Bonacore | Wygrana   |
| 2016 | Glendale International Film Festival         | Najlepszy aktor  | Find Me (2015)      | – | Nominacja |